# Боливија на Летњим олимпијским играма 2024.
Боливија је учествовала на Летњим олимпијским играма 2024. у Паризу од 26. јула до 11. августа 2024. Боливија је званично дебитовала у Берлину 1936.  боливијски спортисти су учествовали на свим Летњим олимпијским игарама од 1964. осим игара у Москви 1980. као део бојкота предвођених Сједињеним Државама .
Ектор Гарибеј и Марија Хосе Рибера били су носиоци заставе на церемонији отварања земље. 

## Учесници по спортовима
| Спорт    | Мушкарци | Жене | Укупно |
| -------- | -------- | ---- | ------ |
| Атлетика | 1        | 1    | 2      |
| Пливање  | 1        | 1    | 2      |
| 2 спорта | 2        | 2    | 4      |

## Атлетика
| Атлетичар(ка)   | Дисциплина    | Квалификације | Квалификације | Финале   | Финале  |
| Атлетичар(ка)   | Дисциплина    | Резултат      | Пласман       | Резултат | Пласман |
| --------------- | ------------- | ------------- | ------------- | -------- | ------- |
| Хектор Гарибеј  | Мушки маратон |               |               |          |         |
| Гуадалупе Торез | Жене 100 м    |               |               |          |         |

## Пливање
| Пливач(ица)             | Дисциплина              | Група   | Група   | Полуфинале       | Полуфинале       | Финале           | Финале           |
| Пливач(ица)             | Дисциплина              | Време   | Пласман | Време            | Пласман          | Време            | Пласман          |
| ----------------------- | ----------------------- | ------- | ------- | ---------------- | ---------------- | ---------------- | ---------------- |
| Естебан Нуњез дел Прадо | Мушкарци 200 м мешовито | 2:08.10 | 23      | Није се пласирао | Није се пласирао | Није се пласирао | Није се пласирао |
| Марија Хосе Рибера      | Жене 50 м слободно      |         |         |                  |                  |                  |                  |